# Чутурешть
Чутурешть, Чутурешті (рум. Ciuturești) — село у повіті Бакеу в Румунії. Входить до складу комуни Одобешть.
Село розташоване на відстані 263 км на північ від Бухареста, 20 км на північний схід від Бакеу, 62 км на південний захід від Ясс.

## Населення
За даними перепису населення 2002 року у селі проживали 797 осіб, усі — румуни. Усі жителі села рідною мовою назвали румунську.